# Chriolepis vespa
Chriolepis vespa es una especie de peces de la familia de los Gobiidae en el orden de los Perciformes.

## Morfología
Los machos pueden llegar a alcanzar los 3,8 cm de longitud total.

## Distribución geográfica
Se encuentra al noreste del Golfo de México y Guayana.

## Observaciones
Es inofensivo para los humanos.